# 马赫原理
马赫原理是指物体的运动不是绝对空间中的绝对运动，而是相对于宇宙中其他物质的相对运动，因而不仅速度是相对的，加速度也是相对的，在非惯性系中物体所受的惯性力不是“虚拟的”，而是一种引力的表现，是宇宙中其他物质对该物体的总作用；物体的惯性不是物体自身的属性，而是宇宙中其他物质作用的结果。